# Mezen

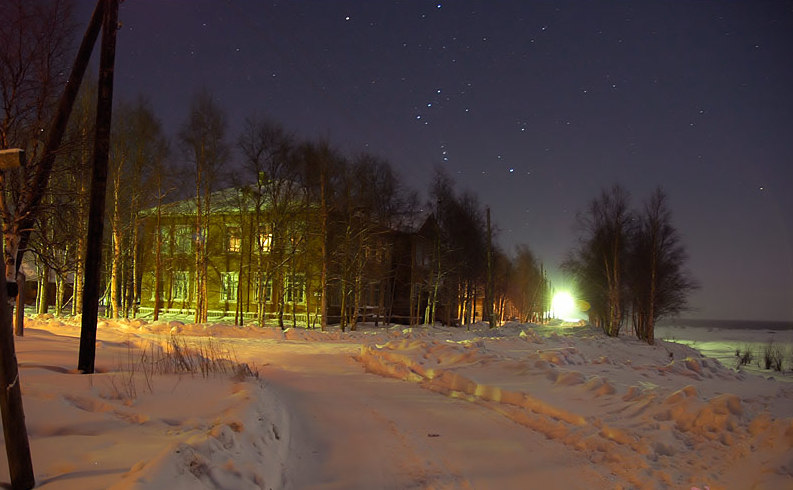
Vinterbild från Mezen.

Mezen (ryska Мезень) är en liten stad vid Mezenbukten i norra Ryssland, cirka 20 mil från staden Archangelsk. Folkmängden uppgick till 3 352 invånare i början av 2015. Mezen är belägen vid Mezenfloden, nära dess mynning vid Mezenbukten i Vita havet. Skillnaden mellan ebb och flod i Mezenfloden kan uppgå till tio meter.